# Decisão por consenso
Decisão por consenso é um processo de decisão utilizado por um grupo de pessoas que busca a concordância ou o consentimento de todos os participantes. Consenso pode ser definido como uma resolução aceitável, uma que possa ser apoiada, mesmo que não seja a decisão "favorita" de cada um dos participantes. Segundo o Dicionário Houaiss, consenso é, em primeiro lugar, "concordância ou uniformidade de opiniões, pensamentos, sentimentos, crenças etc., da maioria ou da totalidade de membros de uma coletividade". O termo tem origem na palavra latina "cōnsēnsus" (conformidade ou concordância), que, por sua vez, deriva de "cōnsentiō", que significa literalmente "sentir junto". A palavra é utilizada para descrever tanto a decisão em si quanto o processo que leva a ela. Assim, "decisão por consenso" trata do processo de deliberar e chegar a uma decisão final, além dos efeitos sociais e políticos de utilizar este processo.

## Descrição
O consenso se obtém por meio de diálogo. Fazendo uma analogia matemática, a pessoa A fala 5, enquanto B fala 2. Depois de algum tempo, A fala 4,5, e B fala 2,15. Ao final, A e B decidem que a melhor solução para ambos é 3,50, ambos cedendo um pouco em suas posições.
O consenso é, desta forma, obtido por ambas as partes cederem, concordarem e discordarem, obtendo um resultado final diferente do ponto de partida, com benefícios e perdas comuns a ambas as partes ou até mesmo com a construção de uma nova solução, que incorpore a soma de ambas as posições. As partes buscam os objetivos em comum das propostas, dialogam para defini-los, negociam trocas, tentando manter os melhores pontos e desfazendo-se do que consideram os piores ou menos importantes. Por meio das palavras, as partes descobrem se há consenso ou não. Deve-se então, tomar cuidado para não confundir a busca de um meio-termo com consenso, pois este é um método de tomada de decisões no qual a opinião de todos são escutadas e a solução final não necessariamente é originada de um meio-termo.
É possível que algum conflito de interesses impossibilite a construção de um consenso. Nestes casos, a resolução pode ser feita por meio de uma votação.
A votação é outra metodologia para a tomada de decisões quanto à resolução de questões. Isto pode ocorrer em casos nos quais o consenso é impraticável. Geralmente, questões que envolvem gosto pessoal e critérios de formação moral têm maiores dificuldades de obter um consenso, pois alguns detalhes da discussão podem ser considerados inflexíveis, no entanto não é impossível.
Assim, a votação é uma maneira de se obter a maioria, e fazer com que a decisão seja aceita conforme regras predeterminadas de comum acordo, mesmo que a parte perdedora não concorde com o resultado após o fim da votação. É diferente da ideia de consenso, no qual todos buscam pontos de comum acordo.

## Exemplos de consenso
Milhares de comunidades no mundo inteiro vivem diariamente com processos de tomada de decisão por consenso, em praticamente todas instâncias da vida em comunidade. Exemplo disso são muitas comunidades indígenas, como os Chiapas, ou comunidades intencionais, como as ecovilas.
A Igreja Católica Apostólica Romana e a Federação Luterana Mundial, entraram em um consenso, em relação a teoria da justificação. A partir desta decisão, ambas as igrejas, depois de séculos divergências sobre o assunto, juntaram esforços para estudar o assunto.
Um exemplo de tomadas de decisões por meio de consenso é o existente no modelo Westminster de democracia, posto em prática no Reino Unido. Neste sistema democrático, sem a utilização de votações, as decisões do gabinete são tomadas por ações inclusivas de consenso, isto é, todos os ministros debatem suas posições, e ao final têm que concordar com a ação a ser tomada, e defendê-las publicamente. Em situações excepcionais, caso um ministro não concorde com o rumo da decisão, ele pode renunciar ao cargo, como fez Robin Cook à época da invasão do Iraque, no ano de 2003.

## Objetivos
Por ser um processo de tomada de decisão, a decisão por consenso tenta:
- "Buscar concordância": ou seja, conseguir tanta concordância quanto possível.[4]
- "Ser colaborativa": os participantes contribuem em prol de uma proposta em comum e a finalizam em forma de uma decisão que enderece as preocupações de todos os membros o tanto quanto for possível.[5]
- "Ser cooperativa": num processo efetivo de decisão por consenso os participantes devem lutar para alcançar a melhor decisão possível para o grupo e todos os seus membros ao invés de combaterem para que vençam suas preferências pessoais.
- "Ser igualitária": todos os membros de um grupo que decide por consenso devem ter igual oportunidade de opinar no processo. Todos os membros devem ser capazes de apresentar e emendar as propostas dentro de critérios possíveis e razoáveis.
- "Ser inclusiva": o máximo possível de patrocinadores e interessados devem se envolver no processo de decisão por consenso.
- "Ser participativa": o processo de decisão por consenso deve, ativamente, solicitar a opinião e a participação de todos os membros do grupo que participa da decisão.[6]

## Alternativa às práticas de decisão mais comuns
A decisão por consenso é uma alternativa aos processos de decisão mais comuns que privilegiam o contraditório e a postura combativa "Robert's Rules of Order", por exemplo, é um processo utilizado por muitas organizações cujo objetivo é estruturar o debate e a aprovação de propostas através votações majoritárias. Este processo não tem como objetivo principal a obtenção da concordância geral e seus críticos defendem que suas decisões geralmente envolvem o debate combativo e a formação de facções adversárias. Este tipo de dinâmica pode prejudicar as relações entre os membros e minar a habilidade de um grupo de agir cooperativamente para finalizar uma decisão sobre um tema contencioso.
A decisão por consenso tenta endereçar os problemas tanto do "Robert’s Rules of Order" quanto dos modelos de decisão "top-down" (autoritários). Segundo seus defensores, entre os resultados do processo de decisão por consenso estão:
- Decisões melhores: pela inclusão da opinião de todos os interessados e afetados, as propostas resultantes tendem a tratar melhor todas as preocupações potenciais.
- Melhor implementação: um processo que inclui e respeita todas as partes e gera tanta concordância quanto possível prepara o terreno para uma cooperação maior na fase de implementação das decisões resultantes.
- Melhor relacionamento no grupo: Uma atmosfera comunitária cooperativa, e colaborativa geralmente fomenta uma melhor coesão do grupo e melhora as conexões interpessoais.

## Regra de decisão
O nível de concordância necessária para finalizar uma decisão é conhecida como regra de decisão. Entre as possíveis regras de decisão para um consenso estão:
- Concordância unânime;
- Consentimento unânime (veja "concordância vs. consentimento abaixo);
- Concordância unânime menos um ou dois votos;
- Consentimento unânime menos um ou dois votos;
- Limiares de maioria qualificada (90%, 80%, 75%, dois-terços e 60% são os mais comuns);
- Maioria simples;
- Decisão por comitê executivo;
- Pessoa no comando decide;

Em grupos que requerem concordância ou consenso unânime para aprovar decisões comunitárias, se qualquer participante se opuser, é possível que o consenso todo seja bloqueado segundo as regras descritas mais abaixo. Estes grupos utilizam o termo "consenso" para denotar tanto o processo de discussão quanto a regra de decisão. Outros grupos utilizam o processo de consenso para produzir tanta concordância quanto possível, mas permitem que os participantes finalizem as decisões com uma regra que não obrigue a unanimidade. Nestes casos, alguém que tenham uma objeção muito forte à decisão precisa aprender a viver com o resultado.

### Concordância vs. consentimento
Consentir não significa necessariamente que a proposta sendo considerada é a primeira escolha de quem consente. Os membros do grupo decisório podem consentir com uma proposta simplesmente por que escolheram cooperar com a direção geral do grupo ao invés de insistir em suas próprias preferências. Às vezes, a opinião numa proposta já é direcionada, como "Esta proposta é algo que você consegue tolerar?" Este tipo de limiar mais flexível para um "sim" ou "não" geralmente consegue atingir um consentimento pleno. Porém, este consentimento pleno não significa que todos concordam plenamente. Consentimento deve ser "genuíno e não deve ser obtido por coação, pressão ou fraude". Os valores basais de um consenso também não se realizam se o "consentimento" acontece apenas por que os participantes estão frustrados com o processo em si e querem apenas seguir com suas vidas.

### Consenso quase unânime
Decisões por consenso saudáveis geralmente encorajam a expressão das opiniões dissidentes o mais cedo possível, o que maximiza a chance de que se produza uma decisão que acomode os pontos de vista de todas as minorias. Como a unanimidade pode ser difícil de atingir, especialmente em grupos grandes ou o consentimento pode ser resultado de coerção, medo, poder de persuasão ou eloquência em desequilíbrio, incapacidade de compreender as alternativas ou simplesmente impaciência com o processo de debate, grupos que decidem por consenso podem escolher uma regra de cisão alternativa, conhecida como Unanimidade Menos Um (ou U-1) ou Unanimidade Menos Dois (ou U-2).

### Regras de decisão combinadas por maioria ou maioria qualificada
Um processo de consenso pode ser concluído por maioria ou maioria qualificada. Este método é particularmente comum ou útil em grupos grandes e diversos que compartilham os mesmos valores subjacentes ao consenso. O processo de consenso, por definição, busca o máximo possível de concordância ou consentimento. Assim, se um grupo utiliza uma regra de maioria e está dominado por uma facção majoritária que não busca a concordância de todos os participantes, o processo não pode ser considerado como um "consenso", pois este só se obtêm se o processo em si abarca o valor maior da luta para conseguir a concordância ou o consentimento pleno e não apenas a maioria necessária (uma característica das votações).

## Bloqueio e outras formas de dissidência
Para assegurar que a concordância ou consentimento de todos os participantes resulta num resultado válido, muitos grupos preferem a unanimidade ou quase-unanimidade como regra de decisão. Os grupos que requerem unanimidade permitem aos participantes a opção do bloqueio, que paralisa a proposta e motiva o grupo a se assegurar de que todos concordaram ou consentiram antes de validar qualquer nova resolução. Porém, é muito importante que existam regras muito claras para que se adote opção. A ética subjacente à decisão por consenso encoraja os participantes a colocarem o bem do grupo acima de suas preferências pessoais. Quando há possibilidade de se bloquear uma decisão do grupo, tanto o grupo quando os dissidentes no grupo devem tentar colaborar até que um acordo possa ser alcançado. Simplesmente "vetar" uma decisão não é considerado como um uso responsável de um bloqueio de consenso. Entre as regras mais comuns para o bloqueio de um consenso são:
- Limitar a possibilidade de bloqueio a assuntos que são fundamentais para a missão do grupo ou potencialmente desastrosos.
- Limitar a opção de bloqueio à decisões que substancialmente importantes à missão ou operação do grupo, não permitindo bloqueios em decisões rotineiras.
- Dar a opção para os que não apoiam a proposta de "ficarem à margem" ao invés de bloquear ("neutralidade").
- Exigir o bloqueio de duas ou mais pessoas para que a proposta seja rejeitada.
- Exigir que o grupo bloqueador apresente uma proposta alternativa ou proponha um processo para gerar uma (como um pedido de opinião).
- Limitar opção de bloquear um consenso de cada membro a um número limitado de vezes durante a sua vida.

### Formas de dissidência
Quando um participante não apoia uma proposta, ele ou ela não necessariamente precisa bloqueá-la. Quando se pede o consenso sobre uma proposta, um dissidente tem as seguintes opções:
- "Declarar reservas"> membros do grupo que estejam propensos a deixar a proposta passar e que desejem registrar suas preocupações com o grupo podem escolher "declarar suas reservas". Se houver reservas importantes sobre uma proposta, o grupo decisor pode escolher modificar ou alterar o texto de uma proposta[12]
- "Declarar neutralidade": a opção pela "neutralidade" (ou "ficar à margem") pode ser registrada por um membro do grupo que tenha alguma "forte discordância pessoal" com uma proposta, mas está propenso a deixá-la passar pelo bem do todo. Embora a neutralidade não bloqueie uma proposta, geralmente considera-se esta opção como um forte "voto pelo não" e as preocupações dos membros que estão à margem são geralmente endereçadas através de modificações na proposta. "Ficar à margem" pode também ser registrada por usuários que sintam-se incapazes de entender adequadamente ou de participar ativamente numa proposta[13][14][15]
- "Oposição": qualquer membro do grupo pode ser contrário a uma proposta. Em grupos cuja regra de decisão é unanimidade, uma única oposição é suficiente para parar uma proposta. Outras regras de decisão podem requerer mais de uma objeção para uma proposta ser bloqueada ou não passar (ver seção anterior: #Regra de decisão).

Bloqueios são geralmente considerados como uma medida extrema a ser utilizada apenas quando um membro de fato acredita que uma proposta coloca a organização, grupo ou seus participantes em perigo ou viole a missão da organização (o que equivale a uma objeção por princípio). Como dito acima, em alguns modelos de consenso, um participante que bloqueie uma proposta pode ser ver obrigado a trabalhar com seus proponentes para encontrar uma alternativa que funcione para todos.

## Modelos de consenso

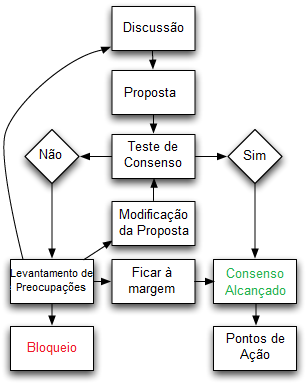
Fluxograma do processo básico de decisão por consenso

Existem diversos modelos "passo-a-passo" que ajudam na tomada de decisões por consenso e eles diferem entre si no grau de detalhamento dos passos descritos. Variam também na forma como as decisões são finalizadas. O modelo básico é:
- Gerar de forma colaborativa uma proposta,
- Identificar as preocupações dos que não estão satisfeitos e
- Modificar a proposta quantas vezes forem necessárias para gerar o maior grau de concordância possível.

Depois de um esforço razoável para gerar a concordância plena, o grupo finalmente aplica a regra de decisão pré-combinada para determinar se existe um nível de concordância suficiente para finalizar a decisão.

### Modelos específicos

#### Bloqueio
Grupos que requeiram unanimidade geralmente se utilizam de um conjunto central de procedimentos representados neste fluxograma.
Uma vez que a agenda de discussões foi acertada e, opcionalmente, as regras básicas para o encontro foram concordadas, cada item da agenda é tratado separadamente. Tipicamente, cada decisão que emerge de um item da agenda segue uma estrutura simples:
- "Discussão do item:" o item é discutido com o objetivo de identificar as opiniões e as informações sobre o tópico em discussão. A direção geral do grupo e os potenciais planos de ação são geralmente identificados durante esta discussão.
- "Formação de uma proposta:" baseado na discussão, uma proposta formal de decisão sobre o tema é apresentada ao grupo.
- "Chamado ao (ou Teste do) consenso:" o facilitador do grupo decisor chama os participantes ao consenso sobre a proposta. Cada membro do grupo geralmente devem dizer, inequivocamente e ativamente, se concorda, consente, fica à margem ou se opõe, geralmente utilizando um gesto manual ou um cartão colorido para evitar o "Dilema de Warnock" (interpretar o silêncio ou a falta de ação como concordância). O número de objeções é contado para determinar se o limiar para o consenso neste passo foi satisfeito. Se foi, os dissidentes são convidados a dividir suas preocupações para que os potenciais danos possam ser endereçados ou mitigados com pequenas mudanças no teor ou no texto da proposta aprovada aceitáveis aos demais. Este passo pode ser útil mesmo se o limiar do consenso for a unanimidade, especialmente quando muitos ficam à margem.
- "Identificação e tratamento das preocupações:" se o consenso não foi atingido, cada dissidente apresenta suas preocupações, potencialmente iniciando uma nova rodada de discussões para endereçar, mitigar ou clarificar a preocupação.
- "Modificação da proposta:" a proposta é emendada ou refraseada para tentar endereçar as preocupações apresentadas. O processo então passa por um novo "chamado ao (teste do) consenso" e o ciclo se repete até que uma decisão satisfatória seja atingida e a proposta alcance o limiar de consenso do grupo.

#### Modelo Quaker

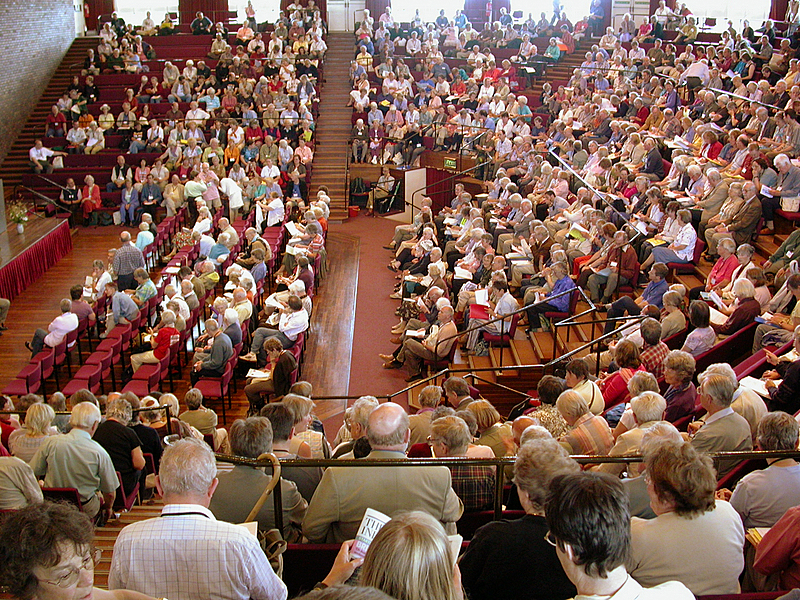
Reunião de negócios Quaker

O modelo Quaker de consenso é efetivo por que estabelece uma estrutura simples e testada ao longo de muitos anos para dirigir o grupo em direção à unidade e tem sido utilizado em variados cenários seculares. O processo permite que vozes individuais sejam ouvidas e provê um mecanismo para tratar as dissidências.
Os seguintes aspectos do modelo Quaker podem ser efetivamente aplicados a qualquer processo de decisão por consenso e é uma adaptação preparada pelo Earlham College:
- Múltiplas preocupações e informações são compartilhadas até que o senso geral de direção do grupo fique claro.
- A discussão envolve audição ativa e troca irrestrita de informações.
- Normas limitam o número de vezes que uma pessoa pode pedir a palavra para assegurar que todos possam ser ouvidos.
- Ideias e soluções são do grupo; não se registram nomes ou proponentes.
- Idealmente, diferenças são resolvidas por discussão. O facilitador identifica áreas de concordância e cita claramente as discordâncias para aprofundar a discussão.
- O facilitador articula o senso geral da discussão, pergunta se há outras preocupações e propõe minutas da decisão.
- O grupo como um todo é responsável pela decisão e a decisão pertence ao grupo.
- O facilitador tem a capacidade de identificar se algum dissidente está agindo sem se preocupar com o grupo ou por motivos egoístas.
- Idealmente, todas as preocupações dos dissidentes terminam sintetizadas num resultado final cujo todo é maior que a soma das partes.[20]
- Se a perspectiva de algum dissidente não harmonizar com a dos outros, aquele dissidente por "ficar à margem" para permitir que o grupo prossiga ou pode "bloquear". "Ficar à margem" implica de certa forma num "consentimento silencioso". Alguns grupos permitem o "bloqueio" por um único indivíduo enquanto outros adotam outras regras de decisão.[23]

Os componentes fundamentais do consenso baseado no modelo Quaker são a crença numa humanidade comum e na decorrente habilidade de se decidir em conjunto. O objetivo é "unidade e não unanimidade". Assegurar que os membros do grupo falem apenas uma vez até que os demais sejam ouvidos encoraja a diversidade de pensamento. O facilitador é visto como "servidor" do grupo e não como o "encarregado" ou "comandante". No modelo Quaker, assim como em outros processos de decisão por consenso, ao articular o consenso em emergência, os membros podem ser inequívocos sobre suas opiniões e, conforme seus pontos de vista vão sendo levados em consideração, tendem a apoiá-la.

#### Modelo CODM
O modelo OCDM (do inglês "consensus-oriented decision-making") oferece uma descrição detalhada, passo-a-passo, de um processo de obtenção de consenso e pode ser utilizado com qualquer tipo de regra de decisão. O modelo delineia como propostas podem ser construídas de forma colaborativa com participação plena de todos os interessados e afetados. Este modelo deixa o grupo flexível o suficiente para tomada de decisões quando necessário apesar de ainda seguir um formato baseado nos valores primários das decisões por consenso. Os passos do CODM incluem:
- Delinear o tópico
- Abrir a discussão
- Identificar as preocupações
- Construir colaborativamente uma proposta
- Escolher uma direção a seguir
- Sintetizar a proposta final
- Fechamento

Entre as contribuições específicas do modelo CODM estão:
1. Iniciar tópicos importantes com uma discussão aberta ao invés de apresentar uma proposta pré-formulada para crítica, estimulando assim um processo verdadeiramente colaborativo.
2. Listar todas as necessidades e preocupações expressadas pelo grupo para formar um critério que todas as propostas potenciais terão que endereçar, podendo ser definidas prioridades.
3. Investir tempo numa tentativa unificada de harmonizar cada ideia proposta na melhor proposta final possível antes de tentar escolher entre as ideias propostas.
4. Utilizar uma abordagem empática no estágio de fechamento com o objetivo de endereçar quaisquer sentimentos mal-resolvidos derivados do processo.

#### Sobreposição entre os métodos de deliberação
Os modelos de decisão por consenso se sobrepõem de maneira significativa com os métodos de deliberação, que são processos para estruturar uma discussão, independente do objetivo de levar a uma decisão.

## Papéis
O processo de decisão por consenso geralmente se utiliza de diversos papéis criados para torná-lo mais fluido. Embora o nome e a natureza destes papéis varie de grupo para grupo, os mais comuns são o facilitador, um tomador de tempo, um empata e um secretário ou notário. Nem todos os grupos decisórios utilizam todos estes papéis, apesar de um facilitador ser uma posição quase sempre encontrada; outros grupos fazem uso de papéis suplementares, como o advogado do diabo. Outros optam por rodiziar estes papéis entre os membros do grupo para ajudar a consolidar a experiência e as habilidades dos participantes e evitar qualquer percepção de concentração de poder. Os papéis mais comuns são:
- "Facilitador": como o próprio nome implica, o papel do facilitador é ajudar a tornar mais fácil o processo de alcançar uma decisão por consenso. Facilitadores aceitam a responsabilidade de fazer andar uma agenda de tópicos nos prazos estipulados, de assegurar que o grupo esteja aderente às regras pré-acordadas do processo e, se necessário, de sugerir discussões alternativas ou adicionais ou ainda novas técnicas para ajudar, como revisões, sub-grupos de trabalho ou role playings.[28][29] Alguns grupos utilizam dois co-facilitadores, um sistema geralmente adotado para dissipar alguma percepção de concentração de poder no facilitador e criar um ambiente no qual um dos co-facilitador pode se abster de suas atribuições se ele ou ela se vir pessoalmente envolvido no debate.[30]
- "Tomador de tempo": o propósito do tomador de tempo é assegurar que o grupo e as decisões mantenham-se no prazo estipulado na agenda. Tomadores de tempo efetivos utilizam uma variedade de técnicas para assegurar que a reunião termine no prazo, incluindo atualizações frequentes do tempo decorrido, avisos quando o tempo restante for curto e garantindo que nenhum dos participantes tome tempo demais em suas considerações.[27]
- "Empata": o empata é encarregado de monitorar o "clima emocional" da reunião, tomando notas a respeito da linguagem corporal e outras pistas não-verbais dos participantes. Dissipar potenciais conflitos emocionais, manter um clima livre de intimidações e estar atento à dinâmicas de poder potencialmente destrutivas no grupo, como racismo ou sexismo, estão entre as principais responsabilidades do empata.[28]
- "Secretário": o papel do secretário é documentar as decisões, a discussões e os pontos de ação (em inglês:  action points) do grupo decisor.

## Técnicas e métodos

### Técnicas não-verbais
Métodos não-verbais de expressão podem ajudar a reduzir o grau de disputa e evitar que temas específicos se espalhem por todo o tempo de uma reunião ou discussão. Existem vários métodos de controle de agenda, sendo a maioria baseados na existência de um presidente da mesa com o poder de interromper intervenções fora do tópico, desabafos e reclamações. Este controle torna-se mais difícil se não existir essa figura e, por isto, a atitude do grupo todo precisa ser interpretada pelos membros individualmente. Interrupções verbais inevitavelmente tornam-se comuns, possivelmente na forma de resmungos, cochichos e, finalmente, comentários ácidos se não houver um meio efetivo de interromper estes comportamentos.

### Cartões coloridos
Alguns grupos de decisão por consenso utilizam um sistema de cartões coloridos para acelerar e facilitar o processo de obtenção do consenso. Tipicamente, cada membro recebe um conjunto com três cartões coloridos — vermelho, amarelo e verde — que podem ser erguidos durante o processos para indicar a opinião do membro. Os cartões podem ser utilizados durante a fase de discussão e também na chamada ao consenso e os significados variam de acordo com a fase do processo:
- "Vermelho": durante a discussão, um cartão vermelho é utilizado para indicar questões de ordem ou uma violação dos procedimentos pré-acordados. Discussões fora do tópico, interlocutores ultrapassando o tempo permitido ou outras brechas similares. Durante a chamada ao consenso, o cartão vermelho significa "oposição" (geralmente uma "objeção por princípio") à proposta em questão. Quando um membro (ou membros) usa o cartão vermelho, torna-se sua responsabilidade trabalhar com os proponentes para chegar a uma solução que funcione para todos.
- "Amarelo": na fase de discussão, o cartão amarelo é utilizado para indicar que este membro é capaz de clarificar o ponto sendo discutido ou responder a uma questão proposta. Na fase de chamada ao consenso, o cartão amarelo registra a opção de "ficar à margem" da proposta ou o desejo de formalizar uma reserva.
- "Verde": o cartão verde é utilizado durante a discussão para indicar que o membro deseja receber a palavra. Durante a chamada ao consenso, significa "consentimento" ou "concordância".

Alguns grupos decisores utilizam uma versão modificada deste sistema, com cores adicionais, como o laranja para indicar uma reserva mais forte do que "ficar à margem", mas que ainda assim não bloqueia a proposta.

### Sinais manuais
Sinais manuais são geralmente utilizados por grupos de decisão por consenso para dar aos seus membros um meio de indicar suas opiniões ou posições de forma não-verbal. Eles tem se mostrado úteis para facilitar a comunicação e o consenso em grupos de 6 até 250 pessoas e são particularmente úteis em grupos multi-linguais.
A natureza e o significado de gestos individuais varia de grupo para grupo. Ainda assim, há um conjunto central amplamente utilizado de sinais manuais. Entre eles: abanar os dedos de ambas as mãos, um gesto conhecido também como "cintilar" (em inglês:  "twinkling"), para indicar concordância; erguer um punho ou cruzar os braços erguidos com as mãos em punho para indicar bloqueio ou forte dissidência; formar um "T", o famoso gesto de "pedir tempo" (em inglês:  "time out"), para chamar atenção para uma questão de ordem ou de processo. Um conjunto bastante conhecido de sinais manuais é conhecido como "Fist-to-Five" ou "Fist-of-Five". Neste método, cada membro do grupo pode erguer o punho fechado para indicar bloqueio, um dedo para sugerir mudança, dois para discutir preocupações menores, três para indicar disposição de deixar passar uma preocupação levantada sem mais discussão ("relevar"), quatro para afirmar que a decisão é uma boa ideia e cinco para se prontificar a liderar a implementação da decisão.
Outro conjunto de sinais manuais muito utilizado é o "Método dos Polegares" (em inglês:  "Thumbs"), no qual o polegar para cima significa concordância; para o lado, reservas, mas sem bloqueio; e para baixo, discordância e bloqueio. Este método é útil para tentar aferir rapidamente o sentimento geral de um grupo sobre uma proposta. Uma variação um pouco mais detalhada do Método dos Polegares tem cinco possíveis resultados: (i) Polegar para cima, forte concordância; (ii) Palma para cima, concordância; (iii) Polegar para o lado, "em cima do muro" ou "dividido"; (iv) Palma para baixo, discordância; e (v) Polegar para baixo, discordância e bloqueio.

### Métodos de contingências e planos alternativos
Às vezes, alguma forma de votação — como uma votação majoritária —  é utilizada como "método de contingência" ou "plano B", quando fica claro que o consenso não será obtido no tempo estipulado. Porém, se o resultado potencial de um método de contingência é fácil de ser antecipado, os membros do grupo que apoiam este resultado passam a enxergar incentivos para bloquear o consenso para que o método (a votação) seja aplicado, burlando o princípio do consenso. Alguns métodos de contingência especiais já foram propostos para reduzir este incentivo, entre eles:
- "Cozinhar" ou "curar" o tópico, cessando a discussão sobre ele e deixando o tempo passar antes de continuar a discussão na esperança de que a reflexão ajude a resolver as diferenças.
- Delegar o tópico não resolvido a um comitê que inclua representantes dos pontos de vista em disputa para que ele possa ser resolvido sem tomar muito tempo do grupo inteiro.
- Utilizar uma regra de decisão de maioria qualificada quando o tópico voltar para o grupo completo depois da "cura" ou da discussão no comitê.
- Designar que um comitê não envolvido decida se um "bloqueio" que esteja impedindo a proposta satisfaz os critérios de legitimidade de um bloqueio (ou seja, se o bloqueio está baseado num valor central do grupo ou o coloca em perigo ou ainda se este tipo de decisão é passível de bloqueio).

## Críticas ao consenso

### Críticas ao bloqueio
Críticos da opção de bloquear um consenso geralmente lembram que esta opção, apesar de muito efetiva para grupos pequenos de indivíduos motivados e treinados imbuídos de um alto grau de afinidade entre si, tem diversos defeitos em outros cenários, especialmente:
- "Preservação do status quo": em grupos decisores que utilizam o consenso formal, a habilidade de indivíduos ou minorias diminutas de bloquear um acordo dá uma enorme vantagem aos grupos que apoiam a situação atual, o que pode significar que uma determinada situação pode continuar a existir numa organização muito além do tempo que ficaria se maioria que quer mudá-la pudesse fazê-lo.[38] O incentivo ao bloqueio pode, porém, ser removido utilizando um método de contingência por votação.[37]
- "Suscetibilidade à ampla dissidência": dar o direito de bloquear propostas para todos os membros do grupo pode resultar no sequestro do grupo por um indivíduo ou minoria. Quando uma proposta popular é bloqueada, o grupo na verdade experimenta o inverso do objetivo do consenso (que é a concordância plena), a "ampla dissidência". Além disso, "...tentativas de se opor a este comportamento obstrutivo [pode ser] construído como se fosse um ataque à liberdade de expressão, o que pode, por sua vez, resultar no endurecimento por parte do indivíduo na defesa de suas posições".[39] O resultado final é que um processo de decisão por consenso tem o potencial de recompensar os membros que cedem menos e de punir os que cedem mais.
- "Estagnação e disfunção de grupo": quando grupos não conseguem tomar as decisões necessárias para funcionar corretamente por causa de repetidos bloqueios, perde-se muito na efetividade deste mesmo grupo em conseguir realizar sua missão.
- "Suscetibilidade a divisões e exclusões de membros": quando a frustração de membros do grupo atinge níveis muito altos por causa de bloqueios ou de discussões excessivamente longas, é provável que membros deixem o grupo, permitam que outros deixem o grupo ou passem a tentar limitar quem pode ou não pode fazer parte do grupo.
- "Canalização de decisões para métodos menos inclusivos": quando membros do grupo percebem o status quo como injustamente difícil de mudar através de um processo inclusivo que envolva o grupo todo, é possível que tentem começar a delegar as decisões para comitês e subgrupos menores ou para um comitê executivo. Em alguns casos, é possível ainda que membros passem a agir de forma unilateral por causa da frustração com a estagnação do processo coletivo.

### Pensamento de grupo
O objetivo final de um consenso é ampliar o senso de solidariedade de um grupo e, por isso, ele não deve jamais ser confundido com unanimidade num ponto específico, um erro que é geralmente um sintoma do "pensamento de grupo". Estudos sobre processos de consenso efetivos geralmente revelam uma aversão à unanimidade ou "ilusão de unanimidade" que não se sustenta quando o grupo se vê sob a pressão do mundo real e os dissidentes reaparecem. Cory Doctorow, Ralph Nader e outros defensores da democracia deliberativa ou de métodos de decisão ao estilo judiciário (com juízes e "partes") enxergam na dissidência explícita um sinal de força. Lawrence Lessig considera-a inclusive como uma das grandes forças de projetos colaborativos como as wikis de acesso público. Schutt, Starhawk e outros defensores da ação direta focam suas críticas nos perigos da "ilusão da unanimidade" seguida de uma ação, que é quando as divisões internas do grupo tornam-se perigosamente óbvias.
Decisões unânimes ou aparentemente unânimes também têm desvantagens, pois podem ser sintomas de viés sistêmico, de um processo viciado (com agendas ocultas ou que muda dependendo de quem aparece para discutir), de um clima de medo de se expressar, de falta de criatividade do grupo para propor alternativas ou mesmo de falta de coragem de seguir em frente por uma linha que pode levar a uma solução extrema que não atinja o consenso unânime. Como a unanimidade se alcança quando um grupo aparentemente consente com uma decisão, ela esconde desentendimentos ainda não resolvidos, potenciais melhorias ainda possíveis ou até mesmo ideias diferentes ainda não discutidas, mas tem a vantagem de encerrar o debate e seguir para a fase de implementação. Em sua obra "Consensus is not Unanimity", a defensora do consenso e ativista Starhawk escreveu:
| “ | Muitos acreditam que o consenso como sendo simplesmente um método ampliado de votação no qual todos devem votar do mesmo jeito. Como uma unanimidade deste tipo raramente acontece em grupos com mais de uma pessoa, grupos que tentam utilizar este tipo de processo geralmente acabam terminando ou muitos frustrados ou muito coercitivos. Ou as decisões jamais são tomadas (levando ao fim do grupo, que se converte num grupo social — um "fórum" — que não tem mais a pretensão de realizar nenhuma tarefa) ou são tomadas sorrateiramente ou alguma facção ou indivíduo passa a dominar o grupo inteiro. À vezes a maioria domina, às vezes uma minoria ou até mesmo um único indivíduo que utiliza "O bloqueio". Seja como for, isto NÃO É um consenso | ” |

.
A forma mais dramática do pensamento de grupo a que qualquer decisão por consenso está sujeita é o chamado Paradoxo de Abilene, no qual um grupo concorda unanimemente com uma decisão que ninguém individualmente quer por que ninguém está disposto a ir contra a percepção da vontade do grupo.

### Lentidão e disposição para participar
Outra crítica geral ao consenso é que ele é lento e demorado, pois está focado na discussão e tenta obter as opiniões de todos os participantes. Esta demora pode tornar-se um perigo em situações nas quais decisões precisam ser tomadas rapidamente ou não é possível obter as opiniões de todos num tempo razoável. Adicionalmente, o compromisso com o tempo para se envolver num processo de decisão por consenso pode, às vezes, ser uma barreira à participação de indivíduos que não podem ou não querem se envolver num longo debate. Os defensores do consenso argumentam, por outro lado, que uma decisão alcançada consensualmente geralmente é implementada mais rapidamente do que uma outra imposta. Executivos norte-americanos geralmente reclamam que, em negociações com executivos japoneses, é necessário discutir a ideia com todos, em todos os níveis, mas estudos descobriram que os japoneses geralmente conseguiam agir mais rápido pois estavam "todos a bordo", ao passo que os norte-americanos perdiam muito tempo tentando mitigar oposições internas.

### Incentivos
Outro método para aumentar o grau de consentimento ou concordância de modo a ultrapassar um limiar pré-estabelecido de votação ou consenso é aquele no qual existe um incentivo estratégico para concordar ao invés de bloquear (conhecido popularmente em português como "toma-lá-dá-cá" ou, em inglês, "tit-for-tat"). Porém, este método torna extremamente difícil diferenciar os que apoiaram a decisão de fato dos que só a toleraram taticamente para conseguir o incentivo. Uma vez que este é recebido e usufruído, é possível que estes membros tentem minar ou se recusem a implementar o acordo de variadas formas, geralmente obscuras e indiretas.

## Críticas aos processos de votação por maioria
Alguns proponentes do processo de decisão por consenso defendem que a utilização de regras majoritárias é indesejável por diversas razões. O voto majoritário é considerado competitivo e não cooperativo, pintando uma decisão como uma dicotomia "perde-ganha" que ignora a possibilidade de concessão ou de outras soluções mutuamente benéficas. Carlos Santiago Nino, por outro lado, argumenta que a regra majoritária leva a uma prática deliberativa melhor que as alternativas, pois requer que cada membro do grupo argumente de forma a convencer ou atrair a atenção de pelo menos metade dos participantes. Arend Lijphart chegou à mesma conclusão sobre a regra majoritária, lembrando que ela encoraja a construção de coalizões. Adicionalmente, adversários da regra majoritária alegam que pode se degenerar numa "tirania da maioria", um cenário no qual a maioria coloca seus interesses tão acima dos interesses dos indivíduos ou de grupos minoritários a ponto de se tornar um ato de opressão. Alguns cientistas políticos, porém, argumentam o contrário, que a regra majoritária pode ajudar a evitar a tirania da maioria, em parte por que ela maximiza a possibilidade das minorias formarem uma coalizão para derrubar uma decisão insatisfatória.